# بوئینگ پی-۱۲
بوئینگ پی-۱۲ (به انگلیسی: Boeing P-12) یک هواپیمای ساختِ بوئینگ در کشور ایالات متحده آمریکا است که در سال ۱۹۲۹ ساخته شد. نخستین استفاده‌کنندهٔ این هواپیما تفنگداران هوایی ارتش ایالات متحده آمریکا بوده‌است. این هواپیما در ۲۵ ژوئن ۱۹۲۸ میلادی نخستین پرواز خود را انجام داد.